# Jona che visse nella balena
Jona che visse nella balena, es una coproducción italo-francesa dirigida en 1993 por Roberto Faenza
La película trata de la novela autobiográfica del escritor Jona Oberski, titulada "Años de infanzia". Es una película destacable sobre el drama del holocausto.

## Sinopsis
La película narra la historia de Jona Oberski, un niño de cuatro años que vive con sus padres judios en Ámsterdam durante la Segunda Guerra Mundial. Después de la ocupación por los nazis de la ciudad en que viven, es deportado junto a su familia a Westerbork, un pueblo al norte de Ámsterdam transformado en campo de clasificación para judíos holandeses.
Más tarde irán a Bergen-Belsen, un campo de paso en Alemania, donde la locura nazi ha almacenado a cientos de familias de diversas nacionalidades para el intercambio con los prisioneros alemanes. 
Jona pasa aquí toda la guerra, en un barracón separado de sus padres. El niño pasa frío, hambre, miedo y sufrimiento, además de la violencia por parte de los otros chicos. Sin embargo, en este universo desconocido, el mundo infantil no renuncia a construir sus propios juegos, sus propios deseos y sus propios rituales.
Solo el antiguo cocinero y el médico del ambulatorio le tratan con amabilidad. Más adelante su padre muere destrozado físicamente y su madre muere delirando en un hospital soviético. Después de la muerte de su madre, Jona pasa a ser custodiado por una joven a quien le ha sido encomendado. En 1945 es acogido generosamente por los Daniel, una madura pareja de Ámsterdam.

## Premios
- 1993 - Tres nominaciones al Premio "David" por Mejor Película, Mejor Productor Elda Ferry y Mejor Guion Roberto Faenza y Filippo Ottoni; Premios "David" al Mejor Diseño de Vestuario Elisabetta Beraldo, al Mejor Director: Roberto Faenza junto a Ricky Tognazzi por La escolta y al mejor músico: Ennio Morricone (Premios David de Donatello).
- 1993 - Premio "Efevo d'argento".
- 1993 - Una nominación al Premio "Golden St. George" y un Premio "Ecumenical Jury Award" (Moscow International Film Festival).